# Prince Olav Mountains
Die Prince Olav Mountains sind eine Gebirgsgruppe im Königin-Maud-Gebirge. Sie erstrecken sich über eine Fläche von 9168 km2 zwischen dem Shackleton-Gletscher und dem Liv-Gletscher am Kopfende des Ross-Schelfeises. Zu dieser Gebirgsgruppe gehören:
- Karte mit allen Koordinaten:
- OSM |
- WikiMap

| Berg            | Höhe   | Koordinaten           |
| --------------- | ------ | --------------------- |
| Mount Wade      | 4085 m | 84° 51′ S, 174° 19′ W |
| Mount Fisher    | 4080 m | 85° 6′ S, 171° 3′ W   |
| Centennial Peak | 4070 m | 84° 57′ S, 174° 0′ W  |
| Mount Ray       | 3905 m | 85° 7′ S, 170° 48′ W  |
| Mount Sellery   | 3895 m | 84° 58′ S, 172° 45′ W |
| Mount Oliver    | 3800 m | 84° 56′ S, 173° 44′ W |
| Mount Campbell  | 3790 m | 84° 55′ S, 174° 0′ W  |
| Jones Peak      | 3670 m | 85° 5′ S, 172° 0′ W   |
| Mount Finley    | 3470 m | 85° 1′ S, 173° 58′ W  |
| Seabee Heights  | 3400 m | 85° 13′ S, 171° 15′ W |
| Mount Smithson  | 3000 m | 84° 59′ S, 172° 10′ W |
| Mount Munson    | 2800 m | 84° 48′ S, 174° 26′ W |
| Mount Kenney    | 2030 m | 84° 44′ S, 175° 28′ W |
| Mount Llano     | 1930 m | 84° 48′ S, 173° 21′ W |
| Allaire Peak    | 1900 m | 84° 53′ S, 170° 54′ W |
| Mount McCue     | 1710 m | 84° 45′ S, 174° 41′ W |
| Mount Wendland  | 1650 m | 84° 42′ S, 175° 18′ W |
| Mercik Peak     | 1425 m | 85° 5′ S, 169° 6′ W   |
| Hardiman Peak   | 1210 m | 85° 1′ S, 169° 23′ W  |
| Mount Ferguson  | 1190 m | 84° 56′ S, 168° 35′ W |
| Mount Skinner   | 1060 m | 84° 46′ S, 171° 10′ W |
| Mount Henson    | 905 m  | 84° 50′ S, 168° 21′ W |

Der norwegische Polarforscher Roald Amundsen entdeckte sie 1911 bei seiner Antarktisexpedition (1910–1912) auf dem Weg zum geographischen Südpol. Er benannte sie nach dem damaligen Kronprinzen und späteren norwegischen König Olav V. (1903–1991).